# Kritička svijest
Kritična svijest, savjest ili pt. conscientização, popularni je obrazovni i društveni koncept koji je razvio brazilski pedagog i teoretičar obrazovanja Paulo Freire, utemeljen na post-marksističkoj kritičkoj teoriji. Kritička svijest usredotočena je na postizanje dubinskog razumijevanja svijeta, dopuštajući percepciju i izlaganje društvenih i političkih kontradikcija. Kritička svijest također uključuje poduzimanje akcija protiv tlačiteljskih elemenata u životu koji su osvijetljeni tim razumijevanjem.

## Nastanak riječi
Izraz conscientization na engleskom jeziku prijevod je portugalskog pojma conscientização, koji se također prevodi kao "podizanje svijesti" i "kritička svijest". Taj je izraz popularizirao brazilski pedagog, aktivist i teoretičar Paulo Freire u svom djelu Pedagogija obespravljenih iz 1970. godine. Freire je podučavao siromašne i nepismene članove brazilskog društva čitanju u vrijeme kada je pismenost bila uvjet za ostvarivanje biračkog prava, a mnogim južnoameričkim zemljama vladali su autoritarni režimi. 
Sam pojam potječe iz francuskog jezika, iz izraza conscienciser, koji je skovao Frantz Fanon u svojoj knjizi Crna koža, bijele maske (Peau noire, masques blancs) iz 1952. godine.

## Pregled
Paulo Freire definira kritičku svijest kao sposobnost "intervenirati u stvarnost kako bi je promijenio". Kritička svijest prolazi kroz identifikaciju "generativnih tema", koje Freire identificira kao "ikoničke prikaze koji imaju snažan emocionalni utjecaj u svakodnevnom životu učenika." Na taj način individualna svijest pomaže okončati " kulturu tišine " u kojoj društveno obespravljeni internaliziraju negativne predodžbe o sebi, stvorene i propagirane od strane tlačitelja u situacijama krajnjeg siromaštva. Oslobađanje učenika od ove mimikrije moćnog i bratoubilačkog nasilja koje iz toga proizlazi, glavni je cilj kritičke svijesti. Kritička svijest je temeljni aspekt Freireovog koncepta popularnog obrazovanja. 
Arlene Goldbard, autorica na temu kulturnog razvoja zajednice, smatra da je koncept savjesti temelj kulturnog razvoja zajednice. Iz glosara knjige Goldbard iz 2006. godine Nova kreativna zajednica: "Svijest je proces u tijeku kojim se učenik kreće prema kritičkoj svijesti. Ovaj proces je srce oslobađajućeg obrazovanja. Ona se razlikuje od "podizanja svijesti" u tome što potonje može uključivati prijenos unaprijed odabranog znanja. Savjesnost znači upustiti se u praksu u kojoj čovjek odražava i poduzima akcije na svojoj društvenoj stvarnosti kako bi probio prevladavajuće mitologije i dosegao nove razine svijesti - posebice, svijest o ugnjetavanju, biti "objekt" volje drugih a ne sebe - određivanje "subjekta". Proces svjesnosti uključuje identificiranje proturječja u iskustvu kroz dijalog i uključivanje u proces mijenjanja svijeta.

## Primjena kroz povijest
Stari Grci su najprije identificirali bit kritičke svijesti kada su filozofi ohrabrili svoje učenike da razviju "impuls i spremnost da se povuku od čovječanstva i prirode ... [i] da bi ih učinili objektima misli i kritike, te da traže njihovo značenje. Freire u svojim knjigama Pedagogija potlačenih i Obrazovanju za kritičku svijest objašnjava kritičku svijest kao sociopolitički edukativni alat koji uključuje učenike u propitivanje prirode njihove povijesne i društvene situacije, koju je Freire nazvao "čitanjem svijeta" ”. Cilj kritičke svijesti, prema Freireu, trebao bi djelovati kao subjekt u stvaranju demokratskog društva. U obrazovanju Freire podrazumijeva međugeneracijsku jednakost među učenicima i nastavnicima u kojoj oba uče, i jedno i drugo, i odražavaju i oba sudjeluju u stvaranju značenja. Koristeći tu ideju i opisujući postojeće metode podučavanja kao što su homogenizacija i standardizacija u fazi zaključavanja, predlažu se alternativni pristupi, kao što je Sudburyjev model demokratskih obrazovnih škola, alternativni pristup u kojem se djeca, uživajući u osobnoj slobodi, potiču na osobnu odgovornost za svoje postupke., učiti vlastitim tempom umjesto da slijede prethodno nametnuti kronološki utemeljeni kurikulum. U sličnom obliku učenici uče sve predmete, tehnike i vještine u tim školama. Osoblje je manji akter, "učitelj" je savjetnik i pomaže samo kada ga se pita. Sudburyjev model demokratskih obrazovnih škola tvrdi da se vrijednosti, socijalna pravda, kritička svijest, međugeneracijska jednakost i uključena politička svijest moraju naučiti kroz iskustvo, kako je Aristotel rekao: "Za stvari koje moramo naučiti prije nego što ih možemo učiniti, učimo ih radeći ih. "
Preuzimajući Freireovu definiciju kritičke svijesti, Joe L. Kincheloe proširio je definiciju koncepta u svom radu na postformalizmu. U Kincheloeovoj formulaciji postformalizam povezuje spoznaju s kritičkim teorijskim pitanjima moći i socijalne pravde. U tom kontekstu Kincheloe konstruira kritičku teoriju spoznaje koja istražuje pitanja značenja, emancipacije naspram ideološkog natpisa, te posebnu usmjerenost na društveno-političku konstrukciju sebe. Imajući to u vidu, Kincheloeova postformalna kritička svijest uključuje pitanja svrhe, pitanja ljudskog dostojanstva, slobode, autoriteta, rekonceptualiziranih pojmova razuma, intelektualne kvalitete i društvene odgovornosti. Postformalna kritička svijest potiče razgovor između kritičke pedagogije i širokog raspona društvenih, kulturnih, političkih, ekonomskih, psiholoških i filozofskih interesa. Kincheloe koristi ovaj "multilogički razgovor" kako bi oblikovao nove načine samosvijesti, učinkovitije oblike društvenog, političkog i pedagoškog djelovanja, i elastični model evolutivne kritičke svijesti (Kincheloe i Steinberg, 1993; Kincheloe, 1999; Kincheloe, 2006). 
Freireov razvoj kritičke svijesti proširen je u nekoliko akademskih disciplina i uobičajenih primjena. Suradnja u javnoj zdravstvenoj zajednici usmjerena je na prevenciju HIV-a za žene, ulogu kritičke svijesti u obrazovanju odraslih i učinak pritiska vršnjaka na pušače cigareta političke svijesti.